# Mainosa
Mainosa is een geslacht van spinnen uit de familie wolfspinnen (Lycosidae).

## Soorten
De volgende soorten zijn bij het geslacht ingedeeld:
- Mainosa longipes (L. Koch, 1878)